# QY Большого Пса
QY Большого Пса (лат. QY Canis Majoris) — одиночная переменная звезда в созвездии Большого Пса на расстоянии приблизительно 4830 световых лет (около 1481 парсека) от Солнца. Видимая звёздная величина звезды — от +10,64m до +10,59m.

## Характеристики
QY Большого Пса — бело-голубой гигант или субгигант, пульсирующая переменная звезда типа Дельты Щита (DSCTC:) спектрального класса B8III/IV или B9V.